# Ji Jianhua
Dans ce nom chinois, le nom de famille, Ji, précède le nom personnel.
Ji Jianhua (né le 29 janvier 1982) est un coureur cycliste chinois, spécialiste du VTT cross-country.

## Biographie
Ji Jianhua participe également à certaines courses de cyclo-cross, comme le QianSen Trophy, épreuve chinoise ajoutée au calendrier UCI en 2013.

## Palmarès en VTT

### Jeux olympiques
- Pékin 2008
  - 22e du cross-country VTT

### Championnats d'Asie
- 2007
  -  Champion d'Asie de cross-country

### Championnats de Chine
- 2007
  -  Champion de Chine de cross-country
- 2012
  -  Champion de Chine de cross-country